# Édouard Lucas

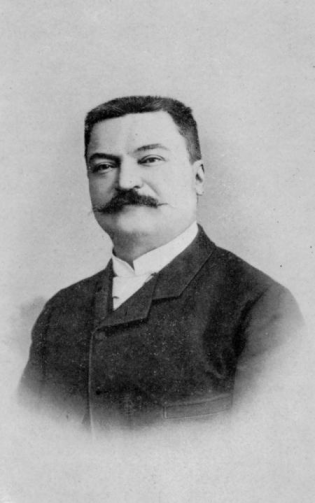
Édouard Lucas

François Édouard Anatole Lucas (* 4. April 1842 in Amiens; † 3. Oktober 1891 in Paris) war ein französischer Mathematiker.

## Leben
Lucas studierte an der École normale supérieure, arbeitete am Pariser Observatorium, war Mathematiklehrer am Lycée Saint-Louis in Paris und am Lycée Charlemagne, ebenfalls in Paris. Er hat sich mit Zahlentheorie beschäftigt, verallgemeinerte Fibonacci-Folgen untersucht und Bücher über Unterhaltungsmathematik geschrieben. Lucas machte Spiele mit mathematischer Grundlage wie Käsekästchen und die Türme von Hanoi bekannt. Die Türme von Hanoi erschien 1883 als Spielzeug unter Lucas Pseudonym „N. Claus de Siam“, das aus „Lucas d’Amiens“ durch Buchstabenvertauschung (Anagramm) hervorging.
Mit beliebigen reellen Startwerten {\displaystyle a_{1}} und {\displaystyle a_{2}} wird eine Zahlenfolge als Spezialfall einer Lucas-Folge rekursiv definiert durch
{\displaystyle a_{n+2}=a_{n+1}+a_{n}}.
Dies ist eine Verallgemeinerung der Fibonacci-Zahlen. Wie bei der Fibonacci-Folge konvergiert der Quotient zweier aufeinanderfolgender Zahlen gegen den Goldenen Schnitt.
Sein Primzahltest für Mersenne-Zahlen wurde 1930 von Derrick Henry Lehmer vereinfacht (siehe Lucas-Lehmer-Test) und Lucas bewies 1876 damit, dass {\displaystyle 2^{127}-1} prim ist. Ein weiterer nach ihm benannter Primzahltest ist der Lucas-Test, der eine Umkehrung des kleinen fermatschen Satzes ist.
Lucas stellte 1875 die Aufgabe zu zeigen, dass die einzige Lösung der diophantischen Gleichung
{\displaystyle \sum _{n=1}^{N}n^{2}=M^{2}}     für     {\displaystyle N>1}
{\displaystyle N=24} und {\displaystyle M=70} ist. Erst 1918 gab George Neville Watson einen Beweis mit hyperelliptischen Funktionen. Die Formel taucht in der bosonischen Stringtheorie auf (bosonisch heißt, dass sie nicht wie Superstrings nur in 26 Dimensionen existierende Fermionen beschreiben).
Édouard Lucas hatte auch ein Gedicht gefunden, mit dessen Hilfe man sich die ersten 30 Dezimalstellen der Zahl {\displaystyle \pi } merken kann. Interpretiert man in seinem „Hymnus auf Archimedes“ die Anzahl der Buchstaben in jedem Wort als Ziffer, so erhält man {\displaystyle \pi \approx 3{,}14159\;26535\;89793\;23846\;26433\;83279}:
Que j'aime à faire apprendre un nombre utile aux sages !

Immortel Archimède, artiste ingénieur !

Qui de ton jugement peut priser la valeur ?

Pour moi ton problème eut de pareils avantages !
Lucas starb nach einem Unfall beim Bankett der französischen mathematischen Gesellschaft: einem Kellner fiel Geschirr herunter, und ein gebrochener Teller verletzte Lucas an der Wange. Er starb wenige Tage später an Blutvergiftung.

## Werke
- Application de l’arithmétique à la construction de l’armure des satins réguliers. Gustave Retaux, Paris 1867 (französisch); edouardlucas.free.fr (PDF; 286 kB)
- Recherches sur l’analyse indéterminée et l’arithmétique de Diophante. C. Desrosiers, Moulins 1873 (französisch); edouardlucas.free.fr (PDF; 1,7 MB)
- Recherches sur plusieurs ouvrages de Léonard de Pise. Imprimerie des sciences mathématiques et physiques, Rome 1877 (französisch); PDF (Wikimedia Commons)
- Théorie des fonctions numériques simplement périodiques. Paris 1877 (französisch); edouardlucas.free.fr (PDF; 1,1 MB)
- Récréations mathématiques. 4 Bände. Gauthier-Villars, Paris 1882–1894 (französisch); Band 1 unter anderem über Labyrinthe; im Internet-Archiv:  Teil 1: archive.org; Teil 1: archive.org; Teil 2: archive.org; Teil 2: archive.org; Teil 3: archive.org; Teil 3: archive.org; Teil 3: archive.org; Teil 3: archive.org; Teil 4: archive.org; Teil 4: archive.org; Teil 4: archive.org. 2. Auflage, Band 1: archive.org; Band 1: archive.org; Band 2: archive.org.
- Théorie des nombres. Gauthier-Villars et fils, Paris 1891 (französisch; im Internet-Archiv: Band 1, 1)
- L’arithmétique amusante. Gauthier-Villars et fils, Paris 1895 (französisch); archive.org.